# أولاف بيرغ كيندت
أولاف بيرغ كيندت هو طبيب نرويجي، ولد في 19 أغسطس 1850، وتوفي في 3 سبتمبر 1935.